# 四ツ沢村
四ツ沢村（よつざわむら）は、かつて新潟県南蒲原郡にあった村。

## 沿革
- 1889年（明治22年）4月1日 - 町村制の施行により、南蒲原郡小長沢村、庭月村、荒沢村及び棚鱗村の区域をもって、南蒲原郡四ツ沢村が発足する。
- 1901年（明治34年）11月1日 - 南蒲原郡四ツ沢村、本下田村及び前谷村の区域の一部が合併して、南蒲原郡森町村が発足する。